# 豹獅
豹狮或豹狮兽（学名： Panthera pardus × leo）是雄豹與雌獅雜交後的產物，多是人类影响或主使之下的产物，而不是自然交配。其頭部像獅，身體上長有豹斑，而体型則比豹要大，喜欢攀爬和戏水。
1910年，印度的一家动物园曾繁育出了一只豹狮兽。1959年，日本西宫市的甲子动物园也声称培育出了豹狮兽。最后的豹狮兽在1985年死去。在此之后，还没有关于新的豹狮兽出生或发现的报道。
而獅豹兽則屬同一類雜交方式，但雄性是獅，雌性為豹。